# Isidor Isaac Rabi
Isidor Isaac Rabi (hebrejski: איזידור אייזק רבי; Rymanów, 29. srpnja 1898. - New York, New York, 11. siječnja 1988.), poljsko-američki fizičar židovskog porijekla i dobitnik Nobelove nagrade za fiziku 1944. godine.

## Životopis
Rođen je 29. srpnja 1898. u Rymanówu, Poljska, u židovskoj obitelji, no već se nakon godinu dana preselio u SAD. Godine 1919. diplomira kemiju na Sveučilištu Cornell, a 1927. dobiva doktorat na Sveučilištu Columbia. Sljedeće dvije godine provodi u Europi gdje radi zajedno sa znanstvenicima kao što su Niels Bohr, Werner Heisenberg, Wolfgang Pauli i Otto Stern, a po povratku postaje profesor na Sveučilištu Columbia gdje je i predavao do umirovljenja. Godine 1926. oženio se Helen Newmark s kojom je imao dvije kćeri.
Godine 1930. započeo je proučavanje sila koje povezuju protone u atomskoj jezgri. Ovaj rad kasnije je doveo do otkrića nuklearne magnetske rezonancije, otkrića koje je Rabiju i donijelo Nobelovu nagradu za fiziku 1944.
Godine 1940. dobio je privremeni dopust za odlazak na MIT gdje je sudjelovao u unaprijeđenju radara i atomske bombe. Neki govore kako je Rabi nevoljko pristao na rad na atomskoj bombi, te da je zbog toga bio samo gostujući konzultant u laboratoriju u Los Alamosu i da zato nije stalno tamo boravio. 
Po završetku rata vratio se na Sveučilište Columbia gdje je nastavio raditi kao profesor. U tom je periodu pomogao u osnivanju Nacionalnog laboratorija Brookhaven, gdje je i radio, te CERN-a, a služio je i kao savjetnik za znanost u kabinetu predsjednika Harryja S. Trumana.
Iako je 1967. otišao u mirovinu, zadržao je status posebnog predavača te je i dalje držao neka predavanja na Columbiji sve do svoje smrti 11. siječnja 1988.

## Anegdote
Rabi je poznat po nekoliko zanimljivih anegdota iz svog života. Jedna od njih govori o jednom njegovom citatu o Edwardu Telleru, fizičaru koji je sudjelovao u izradi prve atomske bombe. Zbog tog njegovo rada, Rabi je jendom prilikom ironično rekao:
Druga anegdota vezana je uz otkriće miona. Godine 1936. Carl David Anderson i njegov prvi dokotrant Seth Neddermeyer otkrili su mion, elementarnu česticu s masom 207 puta većom od mase elektrona. Andreson i Neddermeyers isprva vjerovali da su otkrili pion, česticu koju je Hideki Jukava postulirao u teoriji jakih interakcija. Kada je postalo očigledno da se ne radi o pionu nego o novoj, neočekivanoj čestici, Rabi se zapitao kako će se nova, neočekivana čestica uklopiti u teoriju čestične fizike, te je šaljivo pitao: "Tko je 'to' naručio?" (jedna verzija priče govori kako je u to vrijeme s kolegom večeravao u kineskom restoranu).